# Andenkondor
Der Andenkondor (Vultur gryphus) ist eine Vogelart, die zu den Neuweltgeiern (Cathartidae) zählt. Innerhalb dieser Familie bildet er die monotypische Gattung Vultur. Es werden keine Unterarten beschrieben.

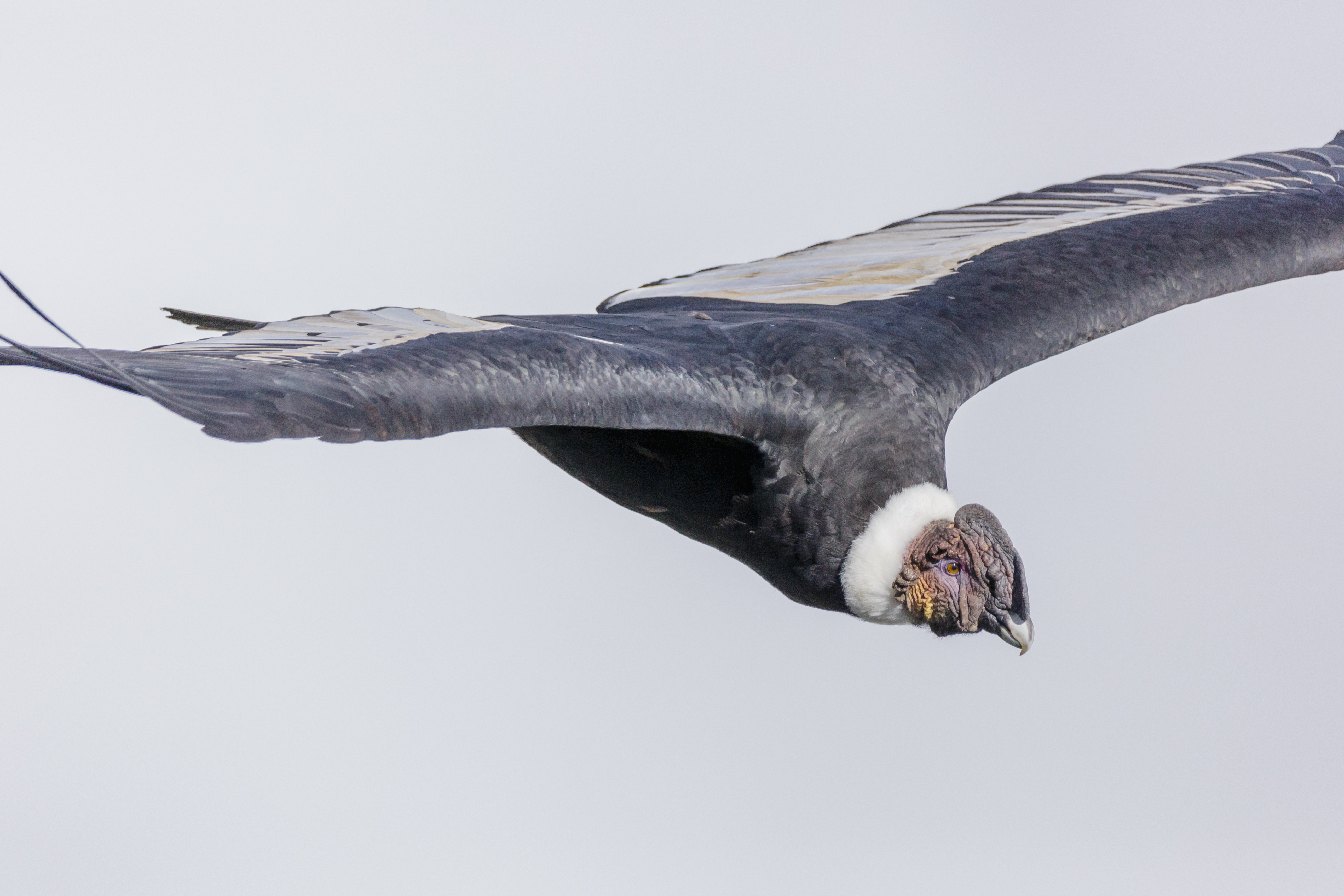
Andenkondor in Peru

Männliche ausgefärbte Andenkondore sind mächtige, schwarze Greifvögel mit an der Oberseite deutlich weißen bis silbern weißen Handschwingen und Deckfedern und einer weißen Halskrause, die den nackten, rötlichbraunen Kopf vom Rumpf absetzt. Ein wulstiger Kamm bedeckt die Kopfoberseite. Sie sind mit bis zu 15 Kilogramm die schwersten Greifvögel und zählen zu den wenigen Vögeln, deren Spannweite über 300 Zentimeter betragen kann. Weibchen sind kleiner, oft wesentlich leichter, gleichen in der Färbung jedoch den Männchen. Wie die düster dunkelbraun gefärbten Jungvögel weisen sie keinen Kamm auf.
Die Art ist in der Andenregion Südamerikas von Venezuela bis Feuerland verbreitet. Im Norden dieses großen, sich in Nord-Süd-Richtung über 8000 Kilometer erstreckenden Gebietes sind die Vorkommen gering, regional auch völlig erloschen, nach Süden hin wird die Art häufiger.
Andenkondore sind hauptsächlich Aasfresser; sie nisten auf Felssimsen und Plattformen, wo sie meist im Zweijahresrhythmus ein Junges großziehen.
Die IUCN schätzt den Gesamtbestand auf etwa 6.700 erwachsene Vögel und listet die Art als gefährdet (VU = vulnerable). Vor allem durch intensive Bejagung seit der spanischen Conquista hat der Bestand der Art stark abgenommen; insbesondere in den nördlichen Andenstaaten ist der Andenkondor weitgehend verschwunden oder nur mehr in kleinen, voneinander isolierten Restbeständen existent.
Der Andenkondor ist der Wappenvogel einiger südamerikanischer Staaten. Trotz seiner großen allgemeinen Bekanntheit fehlen zu seiner Biologie noch immer viele wesentliche Daten.

## Merkmale

### Aussehen
Der Andenkondor gilt auf Grund seiner herausragenden Größe als unverwechselbar. Er ist ein mächtiger, massiger, für einen Neuweltgeier relativ kurzbeiniger Vogel mit lang gefingerten, brettartigen Flügeln, die im Gleitflug annähernd waagrecht gehalten werden. Bei ausgefärbten Individuen ist die weiße Halskrause auch auf größere Entfernungen auszumachen, in der Obersicht sind die weißen Flügelabzeichen deutlich erkennbar. Von unten wirken die Vögel ungezeichnet dunkel. Der breite, ungezeichnete, verhältnismäßig lange Schwanz ist im gefächerten Zustand gerundet bis leicht spatelförmig.
Das Grundgefieder ist glänzend schwarz. Davon heben sich die weißen Armschwingen und weißen Großen- und Mittleren Flügeldecken, sowie die weiße bis leicht grauweiße, flauschige, meist zur Kehle hin leicht geöffnete Halskrause deutlich ab. Die weißen Flügelabzeichen sind individuell unterschiedlich stark ausgeprägt, meist dunkeln sie sowohl nach außen wie auch nach innen silbern ab und weisen in diesen Bereichen zusätzlich ausgedehntere Schwarzanteile auf. Der Kopf ist weitgehend nackt, braun-rötlich und deutlich braun-rötlich bis violett geädert. Seine Farbsättigung verstärkt sich bei größerer Erregung ins Rötliche, kann aber, vor allem bei sexueller Stimulation, auch leuchtend gelbe Farbtöne annehmen. Der hornfarbene Schnabel ist vergleichsweise klein und etwa bis zur Schnabelmitte von einer fleischfarbenen Wachshaut überzogen. Die stämmigen, bis über das Intertarsalgelenk befiederten Füße sowie die nur schwächlich bekrallten Zehen sind grau-braun, infolge von Fäkalresten jedoch häufig weißlich. Der ungezeichnete, schwarze Schwanz schließt beim sitzenden Vogel etwa mit den Flügelspitzen ab. Ihr Erwachsenenkleid erreichen Andenkondore nicht vor dem 6.–8. Lebensjahr.

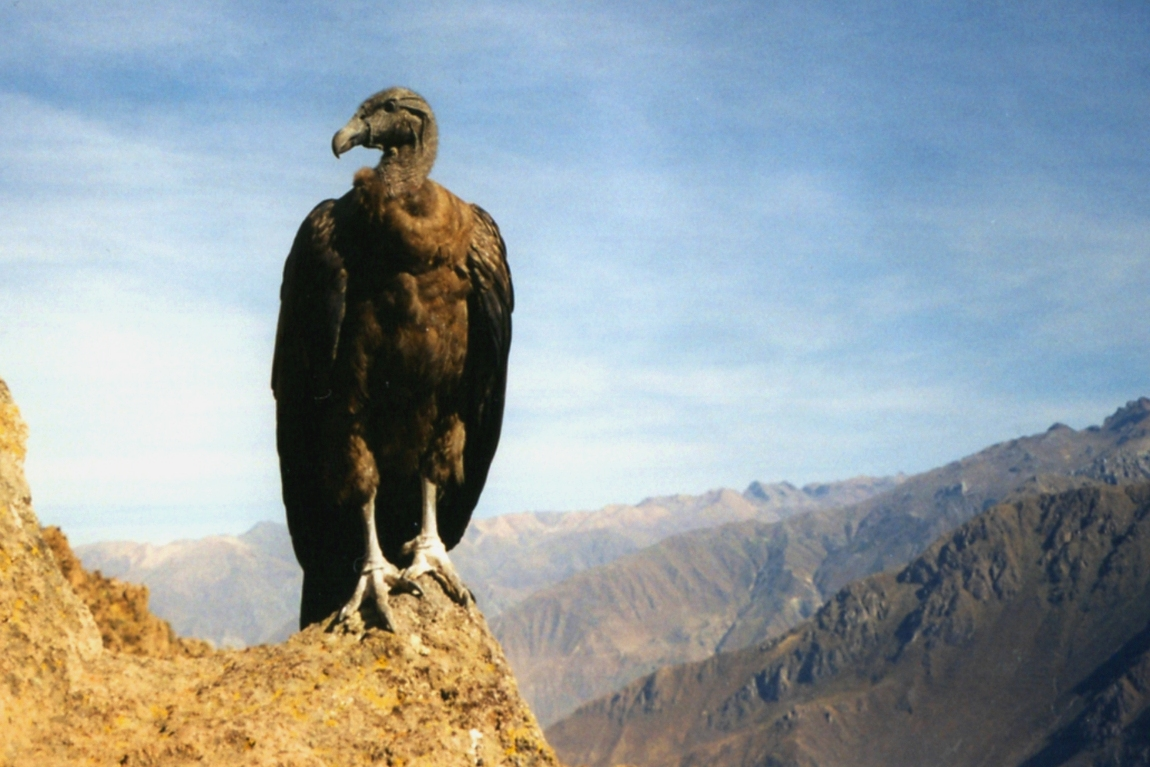
Andenkondorweibchen, wahrscheinlich im 2. Lebensjahr

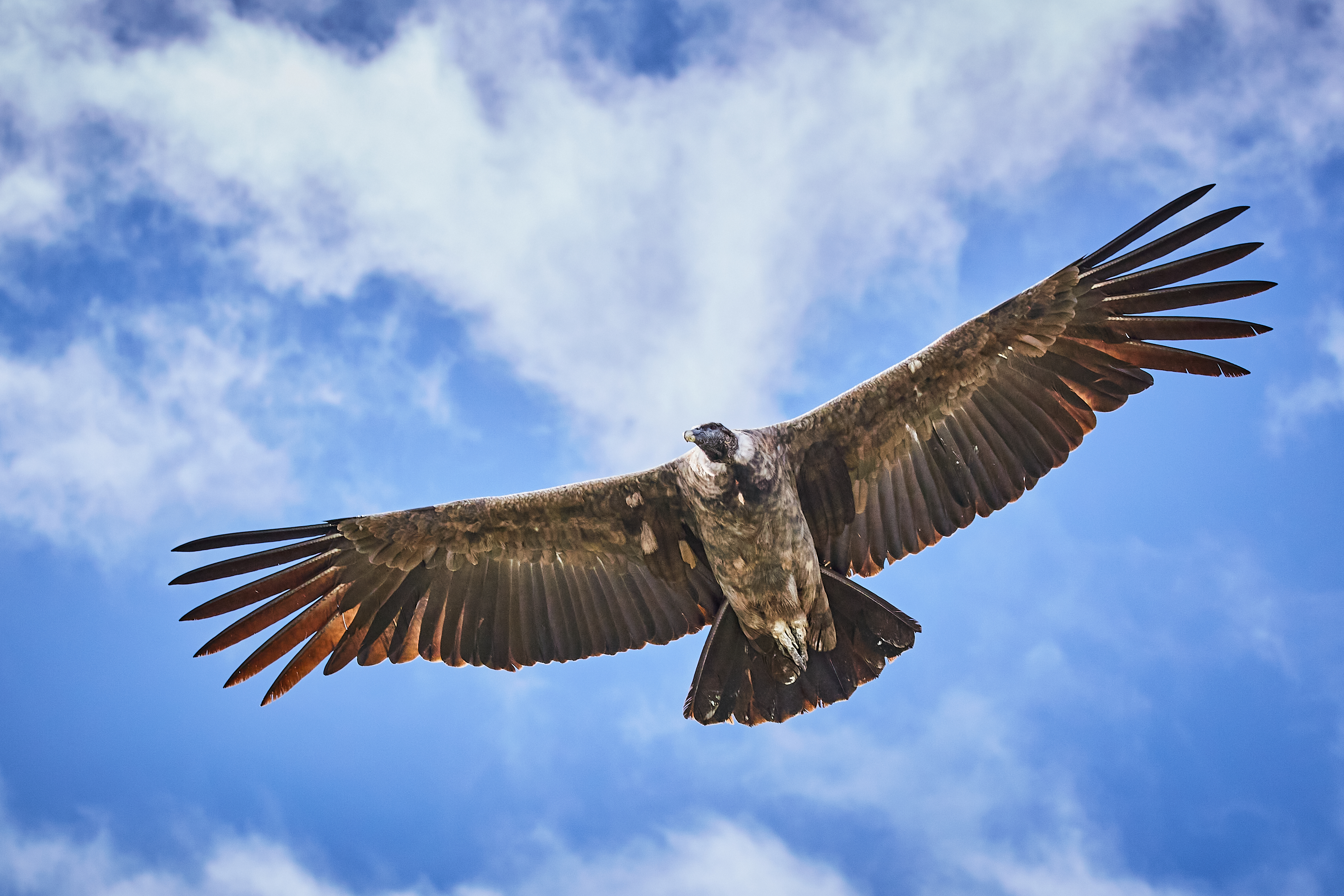
Andenkondor in Peru

Der Geschlechtsdimorphismus ist nicht besonders ausgeprägt. Männliche Andenkondore können etwas größer, aber wesentlich schwerer werden als Weibchen. Der auffälligste sichtbare Geschlechtsunterschied besteht in einem fleischig-wulstigen, in geringem Maße erektilen Kamm der Männchen, der sich mützenartig vom Hinterhaupt bis zur Schnabelmitte erstreckt, sowie einem faltigen Kehllappen unterhalb des Schnabels. Die Ansätze des Kamms sind schon bei den meisten juvenilen Männchen erkennbar. Juvenile Individuen sind düster, weitgehend konturlos grau-braun gefärbt, die Halskrause ist etwas heller als das Grundgefieder. Der noch schütter befiederte Kopf ist dunkel-bräunlich, Augen und Schnabel sind dunkelbraun. Die weißen Flügelabzeichen zeigen sich ab dem zweiten Lebensjahr und werden zunehmend deutlicher; die Halskrause verfärbt sich ab dem vierten Lebensjahr sehr langsam über Orange, Orange-Rötlich ins Weiße; etwa in diesem Alter verändern sich Augen- und Schnabelfarbe, Kamm und Kehlsack der Männchen bilden sich voll aus. Die Iris der Augen der adulten Vögel ist bei Männchen braun, bei Weibchen rot. Im 6. Lebensjahr gleicht das Grundgefieder weitgehend dem adulter Andenkondore, die Kopffärbung ist jedoch oft noch immer dunkel und der Halsring oft noch rötlich-orange.

### Stimme
Da Andenkondore wie alle anderen Vertreter der Familie keine Syrinx besitzen, werden die Lautäußerungen durch Zungen- und Schnabelbewegungen sowie durch schnelles, gepresstes Luftausstoßen erzeugt. Sie sind meistens weitgehend stumm. Bei Auseinandersetzungen am Fressplatz sind heiser keuchende und krächzende Laute zu hören, in Balzstimmung äußern Andenkondore mit weit geöffnetem Schnabel ein gereihtes, schnalzendes Tok…tok…tok. Bei gleitenden Vögeln können Fluggeräusche deutlich vernehmbar sein.

### Biometrische Daten
Wie bei allen rekordverdächtigen Lebewesen werden Angaben zu Gewicht und Spannweite des Andenkondors häufig übertrieben. Gesichert sind Spannweiten sehr großer Männchen bis 310 Zentimetern und ein Gewicht bis zu 15 Kilogramm. Die Gesamtlänge liegt zwischen 100 und 122 Zentimetern. Weibchen sind bis zu 13 Prozent kleiner und bis zu 60 Prozent leichter. Der Quotient aus Gewichts- und Größenunterschieden beträgt 26 Prozent zugunsten männlicher Individuen.

## Verbreitung und Lebensraum
- satt orange: weitgehend geschlossene Vorkommen
- hell orange: selten bis sehr selten oder Durchzieher
- orange Punkte: Restvorkommen weniger Individuen oder Regionen, in denen Wiederansiedlungsprogramme laufen

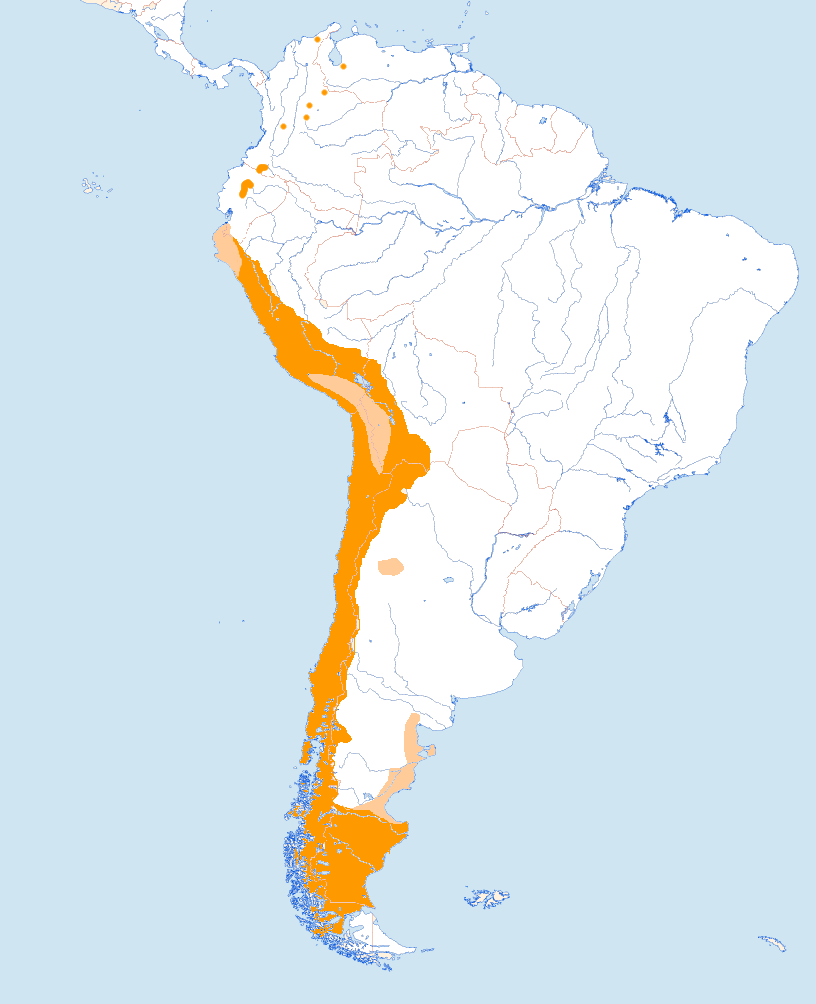
Verbreitungsgebiet des Andenkondors - satt orange: weitgehend geschlossene Vorkommen- hell orange: selten bis sehr selten oder Durchzieher- orange Punkte: Restvorkommen weniger Individuen oder Regionen, in denen Wiederansiedlungsprogramme laufen

 Das weitgehend geschlossene Verbreitungsgebiet der Art beginnt heute im zentralen Peru und reicht bis Feuerland. Außerhalb der Anden bestehen kleine Vorkommen in den argentinischen Sierras Pampeanas. Im südlichen Patagonien erreicht das Verbreitungsgebiet auch die Atlantikküste. In den nördlichen Andenstaaten kommen Andenkondore nur an wenigen Stellen und in geringer Zahl vor. Die meisten dieser punktuellen Vorkommen müssen durch Wiedereinbürgerungen von in Gefangenschaft aufgezogenen Individuen gestützt werden. Im zentralen und südlichen Teil seines Verbreitungsgebietes ist die Art zwar nicht häufig, aber doch allgemein verbreitet.

## Lebensweise

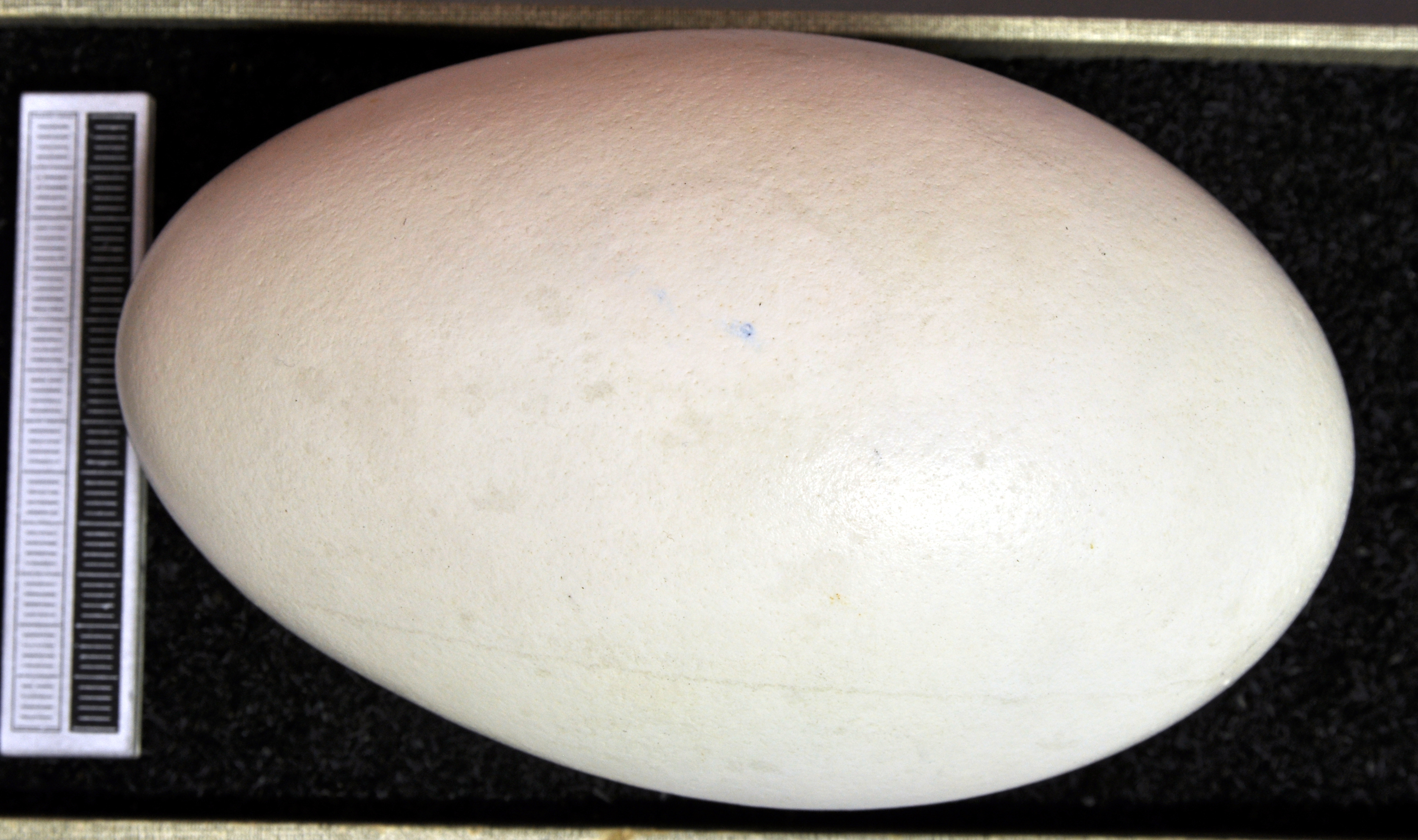
Ei, Sammlung Museum Wiesbaden

Die Brutzeit beträgt bis zu 65 Tage. Beide Partner sind für das Ei verantwortlich. Das Junge wird anfangs zweimal am Tag gefüttert, später nur noch einmal. Nach 6 Monaten wird der Jungvogel flügge.

## Bestand und Gefährdung
Detaillierte und großräumige Untersuchungen der Bestandsentwicklung, der Reproduktion und der Mortalitätsursachen sind nicht vorhanden. Auch historische Angaben zur Verbreitung der Art fehlen weitgehend, doch wird vermutet, dass bald nach Beginn der spanischen Conquista ihre Populationsdichte zumindest in den Zentren der Zuwanderung erheblich abnahm. Mit der Intensivierung der Viehhaltung und wachsender Bevölkerung beschleunigte sich dieser Bestandsniedergang, und die Art wurde zunehmend in entlegene Hochgebirgslagen abgedrängt. Hauptverantwortlich dafür waren Bejagung, Vergiftung und der Fang mit Fallen, da behauptet  wurde, der Andenkondor würde Schafe oder Kälber töten, gelegentlich aber auch Kinder angreifen und davontragen. In der zweiten Hälfte des 19. Jahrhunderts intensivierte sich die Guanogewinnung an vielen peruanischen und chilenischen Abschnitten der Pazifikküste, sodass die dort residenten Populationen, die sich vor allem von jungen Seevögeln, Eiern und Robbenkadavern ernährten, dezimiert und vielerorts, wie zum Beispiel auf der Paracas-Halbinsel in Peru, ausgelöscht wurden. Auch von der indigenen Bevölkerung wurde und wird der Kondor bejagt, da viele seiner Körperteile und Knochen als Heilmittel gelten oder rituellen Zwecken dienen.
Die Gefährdung durch Abschuss, Vergiftung und Fang hält, wenn auch in weit geringerem Maße, regional noch immer an. Giftköder werden ausgelegt, um Pumas oder Füchse zu töten, und vergiften auch die Kondore, die an den Kadavern fressen. So verendeten etwa 2021 auf einen Schlag 35 Kondore im Departamento Tarija in Bolivien, nachdem sie Giftköder gefressen hatten. Dazu kommen vielfältige Störungen am Brutplatz durch zunehmenden Trekking- und Bootstourismus. Dem gegenüber steht positiv ein vielerorts sensibilisiertes Umweltbewusstsein, das regionale Schutzmaßnahmen, Schulungsprogramme und Aufklärung der Bevölkerung initiiert. So werden etwa im Ökopark Buenos Aires Eier von in Gefangenschaft lebenden Kondoren bebrütet und die daraus schlüpfenden Küken bis zur Auswilderung großgezogen. Dabei greift das Personal des Parks u. a. auf Handpuppen in Kondorform während der Fütterungen zurück, damit sich die Küken nicht an Menschen gewöhnen. Auch der Wert der Art als Touristenattraktion wird zunehmend erkannt. Die Wiedereinbürgerungsprogramme, die in einigen Staaten laufen, können Restpopulationen so weit stützen, dass diese nicht völlig erlöschen; nachhaltigen Erfolg scheinen sie bislang nur in Kolumbien gehabt zu haben.
Heute wird die Gesamtpopulation des Andenkondors auf etwa 6.700 reproduktionsfähige Individuen geschätzt, von denen die überwiegende Mehrzahl südlich von 15° südlicher Breite brütet. In Venezuela leben vor allem im Gebiet von Mérida weniger als 30, in Kolumbien nun wieder mehr als 180 adulte Vögel. Noch immer stark abnehmend ist die Zahl der Kondore in Ecuador, wo auch die Auswilderungsprogramme auf Widerstand stoßen. Nur die Populationen in den südlichsten Verbreitungsgebieten scheinen einigermaßen stabil zu sein,  in allen übrigen Bereichen nimmt der Bestand des Andenkondors noch immer ab. Eine größere Untersuchung der Greifvogelbestände in der dicht besiedelten Metropolitan-Region Chiles verzeichnet einen abnehmenden Kondorbestand und gibt als Grund Verfolgung, Nahrungsmangel und Habitatsverlust an.